# Забродзкий
Забродзкие — белорусский шляхетский, позднее дворянский род.

## История
Забродзкие жили на территории современной Беларуси со времен Великого Княжества Литовского и Речи Посполитой. Основоположник рода (протопласт) "Станислав — ротмистр гусарского полка Королевской Польской службы. В 1-м поколении Станислав Забродзский был действительным и неоспоримым польским шляхтичем…. О том доказывает: 1588 Июля 5 подлинная Привилегия Короля Сигизмунда Ш Вазы на имение Сцеклин. До 1603 года находился в смоленском российском плену, был взят в плен московскими войсками возле Мстиславля (свидетельства службы товарищей). (Цитаты из « Дела № 2424 Волынскаго Дорянскаго Депутатскаго Собрания о дворянстве рода Забродзкихъ», Государственный архив Житомиркой области, фонд 146,опись 1, дело 2424).
У Станислава Забродского было два сына — Александр и Иоахим. Дворянство в Российской империи получили 1.09.1802 года. Занесены в шестую часть Родословной книги. Согласно «Списка дворян Минськой губернии» было только одно дело по ЗАБРОДЗКИМ. В 1811 году часть потомков и Александра, и Иоахима, которые жили в основном, в Слуцком уезде Минской губернии переселились в Украину, в Радомысльский и Сквирский уезды Киевской губернии и Житомирский и Овручский уезды Волынско губернии. В 1832 году Забродские получили дворянство Волынского Дворянского Депутатского собрания (17.10.1832 р. (ч. 6)). В 1834 году на территории Радомысльского уезда прожиало108 человек ЗАБРОДЗКИХ (включительно с женщинами) (Государственный архив Киевской области, фонд 280, оп. 2, дела. 646—647). В 1874 году после польских восстаний Герольдия Сената по надуманным предлогам лишила Забродских дворянства.